# Luxemburgi Otgiva flamand grófné
Luxemburgi Otgiva vagy Odgiva (986 körül – 1030. február 21.) a luxemburgi grófi család leszármazottja, IV. Balduin flamand gróf felesége.
Otgiva születési dátumára vonatkozóan nem maradt fenn semmilyen információ. Fia, V. Balduin 1028-ban fellázadt apja ellen és 1030-ban békültek ki. Szintén ismert, hogy 1035-ben, apja halálakor V. Balduin már elérte a nagykorúságot, valamint, hogy még apja uralkodása alatt mint tanú szerepelt egy okiratban feleségével, Adèle-lel együtt.
Másrészt Otgiva férje, IV. Balduin valamikor 980-ban született és még kiskorú volt 987-988-ban, amikor örökölte a grófi címet. Mindezek alapján Otgiva születését valamikor 980 és 995 közé teszik, de mivel leszármazása nem ismert pontosan, ezért minden kísérlet a születés pontos meghatározására azon alapul, hogy kit tartanak valószínűbbnek apjaként.

## Családja
1012 körül házasodott össze férjével, IV. Balduin flamand gróffal és a házasságból két gyermek született:
- Balduin (? – 1067. szeptember 1.), apja halála után V. Balduin néven flamand gróf, felesége Franciaországi Adèle, II. Róbert francia király lánya.
- Ermengarde, később Adalbert (? – 1032) genti gróf felesége.

## Otgiva leszármazása
Otgiva szüleinek kilétére vonatkozóan a kortárs források és a modern kutatások éles ellentétben állnak egymással. A középkori források szinte kivétel nélkül Luxemburgi Giselbertet (995 – 1059. augusztus 10.) adják meg, mint Otgiva apját. A modern kutatások alapján viszont szinte minden történész Frigyest, Moselgau grófját (965 – 1019. október 6.) valószínűsítik, mint lehetséges apát.
Az anomália egyik oka, hogy Frigyes apasága meglehetősen jól illeszkedik a Luxemburg-házról és Otgiváról fennmaradt információkhoz, míg a középkori források szinte kivétel nélkül Giselbert nevét tartalmazzák. Ezen a néven azonban csak egy luxemburgi gróf ismert, aki 1059-ben halt meg és a fent említett Frigyes fia, és Otgiva testvére volt. Tehát abban az esetben is, ha Otgiva csak 1000 körül született, akkor is nehéz elképzelni, mint Giselbert gyermekét, akinek a születését hagyományosan 995 körülre teszik. Elméletileg, ha a becslések tűréshatárát is figyelembe vesszük, elképzelhető ez a változat, de legalább három generáción keresztül meglehetősen szoros időrendet feltételez a gyermekszületésekre.
Az egyik középkori forrás, a Flandria Generosa (1164 körül) szintén Giselbertet adja meg apának, de közli öt bátyjának nevét is: Adalbero metzi püspök, Frigyes lotaringiai herceg, Henrik bajor herceg, Giselbert, és Luxemburgi Theoderic, akik viszont bizonyosan a fent említett Frigyes fiai voltak. Ennek alapján Otgiva öt olyan személy testvére, akik szinte bizonyosan Frigyes fiai voltak. E szöveg alapján a modern történészek érthető módon Frigyes, Moselgau grófjának gyermekeként tüntetik fel Otgivát.